# Elachertus cacoeciae
Elachertus cacoeciae är en stekelart som beskrevs av Howard 1885. Elachertus cacoeciae ingår i släktet Elachertus och familjen finglanssteklar. Inga underarter finns listade i Catalogue of Life.